# Maider Luengo
Maider Luengo Lasa  (nacida el 31 de mayo de 1980 en San Sebastián, Guipúzcoa) es una jugadora de hockey sobre hierba española. Disputó los Juegos Olímpicos de Atenas 2004  con España, obteniendo un décimo puesto.

## Participaciones en Juegos Olímpicos
- Atenas 2004, puesto 10.